# 푸에르토옥테이
푸에르토옥테이(스페인어: Puerto Octay)는 칠레 로스라고스 주 오소르노 현의 코무나이다.